# ガレ (月のクレーター)
ガレ (Galle) は、月の表側にあるクレーターであり、月の北部に位置する。ルヴェリエの計算に基づいて1846年9月23日に海王星を発見したドイツの天文学者、ヨハン・ゴットフリート・ガレにちなんで名づけられた。
ガレは氷の海の洋上に位置しており、ガレの南南西にはアリストテレスが位置している。ガレの北方約50キロメートルにはシープシャンクス谷が東西方向に走っており、シープシャンクス谷の北西約30キロメートルにはシープシャンクスが位置している。シープシャンクス谷からさらに北方約100キロメートルにはケーンが位置している。
ガレは円に近い輪郭をしているが、北から北東にかけての周壁がわずかに外側に膨らんでいる。ガレの周壁は鋭利な形状をしており、隕石の衝突などによる風化はほとんど見られない。

## 従属クレーター
ガレのごく近くにある小さな無名のクレーターについては、アルファベットを付加することによって識別される。
| 名称 | 月面緯度     | 月面経度     | 直径  |
| ---- | ------------ | ------------ | ----- |
| A    | 北緯 53.9 度 | 東経 22.3 度 | 6 km  |
| B    | 北緯 55.4 度 | 東経 17.4 度 | 6 km  |
| C    | 北緯 57.8 度 | 東経 24.5 度 | 11 km |